# 6520 Суґава
6520 Суґава (6520 Sugawa) — астероїд головного поясу, відкритий 16 квітня 1991 року.
Тіссеранів параметр щодо Юпітера — 3,532.
Названо на честь Суґави (яп. すがわ(須川) суґава).